# Jean-Baptiste Drouet
Pour les articles homonymes, voir Drouet.
Jean-Baptiste Drouet, né à Sainte-Menehould le 8 janvier 1763 et mort à Mâcon le 10 avril 1824, est un homme politique de la Révolution française.

## Biographie
Son père est marchand de bois et sa mère fille d'un maître de poste, métier qu'il exerce ensuite lui-même.  

Le 21 juin 1791, une berline qui transporte six passagers transite par le relais dont Drouet a la charge. Il reconnaît Louis XVI à l'intérieur, grâce à son effigie sur un assignat. Plus tard, il est informé que le roi et sa famille ont quitté les Tuileries. Il se met en route et intercepte la berline alors stationnée à Varennes-en-Argonne. Le roi est reconduit à Paris. 
Cet épisode propulse Drouet sur le devant de la scène politique nationale. Il est reçu à l'Hôtel de Ville de Paris et au club des Jacobins et est élu, en septembre 1791, député suppléant du département de la Marne, le troisième sur quatre, à l'Assemblée nationale législative. 
En septembre 1792, Drouet est élu député de la Marne, le septième sur dix, à la Convention nationale. Il est élu suppléant au Comité de Commerce en octobre 1792, et suppléant au Comité de Sûreté générale en octobre 1792 et en janvier 1793.
Drouet siège sur les bancs de la Montagne. Lors du procès de Louis XVI, il vote la mort. Absent lors du scrutin sur l'appel au peuple, il se prononce contre le sursis. Il s'oppose à la mise en accusation de Marat et au rétablissement de la Commission des Douze.  
Drouet est envoyé en mission dans les départements de la Marne et de la Meuse aux côtés de Battellier pour accélérer la levée en masse, entre mars et avril 1793. En septembre, il remplace Collombel Delbrel et Le Tourneur à l'armée du Nord. Il est capturé à Maubeuge et incarcéré jusqu'en décembre 1795. Il est échangé, ainsi que les autres révolutionnaires détenus, contre Marie-Thérèse de France dite « Madame Royale », fille de Louis XVI.   
Il est élu au Conseil des Cinq-Cents, mais il trouva que la République avait bien changé pendant sa captivité. Il fut accusé d'avoir participé à la conspiration ourdie par Babeuf, et fut arrêté le 10 mai 1796, jugé puis acquitté par le jury le 26 mai 1797. S'étant évadé dans des circonstances mystérieuses, il se trouvait aux îles Canaries quand il apprit son acquittement et s'empressa de rentrer en France. 
Lorsqu'il fut arrêté, le public, à Paris comme en Province, a pu penser qu'il avait été emprisonné parce qu'il avait jadis arrêté le roi. Il est certain qu'un tel prisonnier embarrassait le Directoire et il est fort possible que Barras ait favorisé son évasion. Son procès, où il fut jugé par contumace, fut une formalité. 
Il fut décoré de la Légion d'honneur le 7 août 1807 par Napoléon Ier et la petite histoire rapporte que l'Empereur, lui remettant cette distinction sur le site de Valmy, lui aurait dit « Monsieur Drouet, vous avez changé la face du monde ». Il fut sous-préfet de Sainte-Menehould de 1800 à 1814. À ce titre, en 1814, durant la campagne de France, il prit la tête d'un groupe de francs-tireurs qui harcelait les arrières des Alliés. Frappé par la loi condamnant les régicides, il fut exilé sous la Restauration, mais ne pouvant se résoudre à quitter son pays, il vécut à Mâcon sous le faux nom de Jean Baptiste Troué.
Il mourut à Mâcon le 11 avril 1824, dans une maison de la rue Carnot.

## Bibliographie

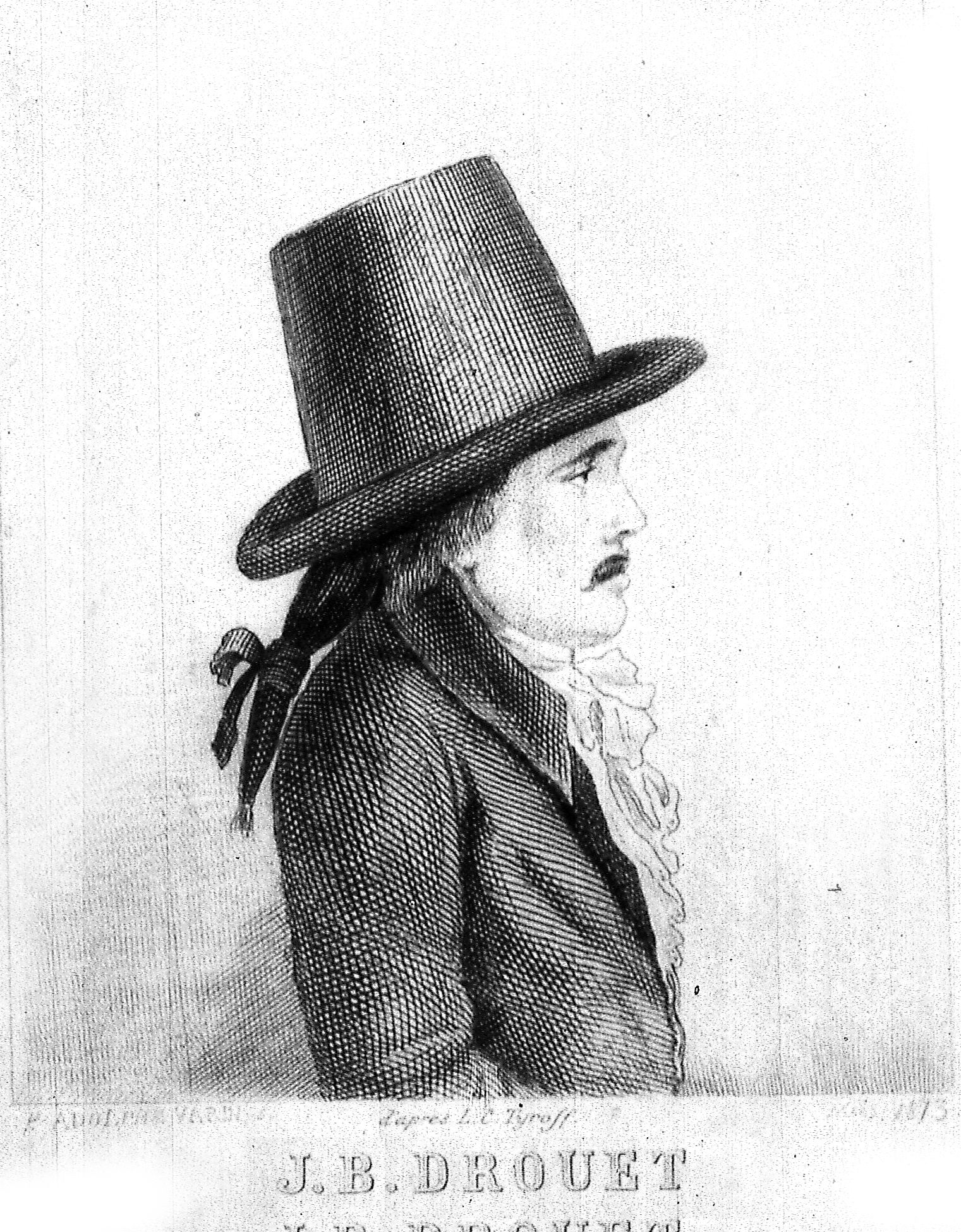
Autre image de J.-B. Drouet.

## Représentations au cinéma
- La Révolution française (1989) de Robert Enrico et Richard T. Heffron, interprété par Dominique Pinon.